# 풍일로
 풍일로(Pungil-ro)는 경상북도 안동시 풍천면 도양삼거리에서 안동시 일직면 운산교차로까지 이어주는 도로이다.

## 주요 경유지
경상북도
- 안동시 (풍천면 - 일직면)

## 노선
전 구간 지방도 제914호선에 속하므로 이에 대한 별도 표기는 생략한다.
| 이름            | 접속 노선                 | 소재지 | 소재지 | 비고 |
| --------------- | ------------------------- | ------ | ------ | ---- |
| 도양삼거리      | 지방도 제916호선 (지풍로) | 안동시 | 풍천면 |      |
| 광덕교          |                           | 안동시 | 풍천면 |      |
| 광덕1사거리     | 광덕솔밭길                | 안동시 | 풍천면 |      |
| 광덕삼거리      | 안사풍천길                | 안동시 | 풍천면 |      |
| 삽재고개        |                           | 안동시 | 풍천면 |      |
| 신기교          |                           | 안동시 | 풍천면 |      |
| 금계교          |                           | 안동시 | 풍천면 |      |
| 남안동IC 교차로 | 제55호선 중앙고속도로     | 안동시 | 일직면 |      |
| 운산 교차로     | 국도 제5호선 (경북대로)   | 안동시 | 일직면 |      |

## 주요 건물및 시설
- 농협 서안동 농협 어담지점 (경상북도 안동시 풍천면 풍일로 1348)
- 농협 서안동 농협 하나로마트 (경상북도 안동시 풍천면 풍일로 1348)
- 어담보건지소 (경상북도 안동시 풍천면 풍일로 1352)
- 국건보건지소 (경상북도 안동시 일직면 풍일로 2011)
- S-OIL 남안동 IC 충전소 (경상북도 안동시 일직면 풍일로 2274)
- S-OIL 남안동중앙주유소 (풍일로 2284/조탑리 156-3)
- SK에너지 안동나늘목 주유소 (경상북도 안동시 일직면 풍일로 2325)
- S-OIL 남안동 주유소 (경상북도 안동시 일직면 풍일로 2349)